# Kanurennsport-Weltmeisterschaften 1995
Die 27. Kanurennsport-Weltmeisterschaften fanden 1995 in Duisburg (Deutschland) statt.
Es wurden Medaillen in 24 Disziplinen des Kanurennsports vergeben: neun Canadier und neun Kajak-Wettbewerbe der Männer sowie sechs Kajak-Wettbewerbe der Frauen.

## Ergebnisse

### Männer

#### Canadier
| Event      | Gold                                                              | Zeit | Silber                                                                  | Zeit | Bronze                                                                     | Zeit |
| ---------- | ----------------------------------------------------------------- | ---- | ----------------------------------------------------------------------- | ---- | -------------------------------------------------------------------------- | ---- |
| C-1 200 m  | Bulgarien Nikolaj Buchalow                                        |      | Deutschland Thomas Zereske                                              |      | Ukraine Michał Śliwiński                                                   |      |
| C-1 500 m  | Bulgarien Nikolaj Buchalow                                        |      | Tschechien Martin Doktor                                                |      | Ungarn Imre Pulai                                                          |      |
| C-1 1000 m | Ungarn Imre Pulai                                                 |      | Tschechien Martin Doktor                                                |      | Deutschland Matthias Röder                                                 |      |
| C-2 200 m  | Ungarn Csaba Horváth György Kolonics                              |      | Deutschland Marc Eschelbach Thomas Zereske                              |      | Bulgarien Martin Marinow Blagowest Stojanow                                |      |
| C-2 500 m  | Ungarn György Kolonics Csaba Horváth                              |      | Moldau Nicolae Juravschi Victor Reneischi                               |      | Deutschland Andreas Dittmer Gunar Kirchbach                                |      |
| C-2 1000 m | Ungarn György Kolonics Csaba Horváth                              |      | Rumänien Antonel Borșan Marcel Glăvan                                   |      | Deutschland Andreas Dittmer Gunar Kirchbach                                |      |
| C-4 200 m  | Ungarn Ervin Hoffmann Csaba Horváth György Kolonics Attila Szabó  |      | Tschechien Petr Procházka Tomáš Křivánek Roman Dittrich Waldemar Fibigr |      | Frankreich Olivier Boivin Sylvain Hoyer Éric le Leuch Benoît Bernard       |      |
| C-4 500 m  | Ungarn Ervin Hoffmann Csaba Horváth György Kolonics Attila Szabó  |      | Rumänien Marcel Glăvan Cosmin Pașca Antonel Borșan Florin Popescu       |      | Bulgarien Rumen Nikolow Atanas Angelow Stanimir Atanassow Dimitar Atanasow |      |
| C-4 1000 m | Rumänien Marcel Glăvan Cosmin Pașca Antonel Borșan Florin Popescu |      | Ungarn Gáspár Boldizsár Ferenc Novák Csaba Hüttner György Zala          |      | Deutschland Ulrich Papke Patrick Schulze Christian Gille Jens Lubrich      |      |

#### Kajak
| Event      | Gold                                                                     | Zeit | Silber                                                                   | Zeit | Bronze                                                                     | Zeit |
| ---------- | ------------------------------------------------------------------------ | ---- | ------------------------------------------------------------------------ | ---- | -------------------------------------------------------------------------- | ---- |
| K-1 200 m  | Polen Piotr Markiewicz                                                   |      | Belarus Sjarhej Kalesnik                                                 |      | Kanada Renn Crichlow                                                       |      |
| K-1 500 m  | Polen Piotr Markiewicz                                                   |      | Norwegen Knut Holmann                                                    |      | Rumänien Geza Magyar                                                       |      |
| K-1 1000 m | Norwegen Knut Holmann                                                    |      | Australien Clint Robinson                                                |      | Deutschland Lutz Liwowski                                                  |      |
| K-2 200 m  | Vereinigte Staaten Stein Jorgensen John Mooney                           |      | Rumänien Romică Șerban Daniel Stoian                                     |      | Ungarn Zsolt Gyulay Krisztián Bártfai                                      |      |
| K-2 500 m  | Italien Beniamino Bonomi Daniele Scarpa                                  |      | Ungarn Zsolt Gyulay Krisztián Bártfai                                    |      | Polen Maciej Freimut Adam Wysocki                                          |      |
| K-2 1000 m | Italien Antonio Rossi Daniele Scarpa                                     |      | Deutschland Kay Bluhm Torsten Gutsche                                    |      | Polen Grzegorz Kotowicz Dariusz Białkowski                                 |      |
| K-4 200 m  | Ungarn Krisztián Bártfai Gyula Kajner Antal Páger Gábor Pantokai         |      | Russland Wiktor Denissow Anatoli Tischtschenko Sergei Werlin Oleg Gorobi |      | Deutschland Thomas Reineck André Wohllebe Jan Günther Mark Zabel           |      |
| K-4 500 m  | Russland Wiktor Denissow Anatoli Tischtschenko Sergei Werlin Oleg Gorobi |      | Deutschland Thomas Reineck Detlef Hofmann Mario von Appen Mark Zabel     |      | Polen Grzegorz Kotowicz Marek Witkowski Grzegorz Kaleta Dariusz Białkowski |      |
| K-4 1000 m | Deutschland Thomas Reineck Rene Pflugmacher Mario von Appen Mark Zabel   |      | Ungarn Zsolt Gyulay Attila Ábrahám Krisztián Bártfai Gábor Szabó         |      | Polen Piotr Markiewicz Marek Witkowski Grzegorz Kaleta Adam Wysocki        |      |

### Frauen

#### Kajak
| Event     | Gold                                                                   | Zeit | Silber                                                                | Zeit | Bronze                                                                | Zeit |
| --------- | ---------------------------------------------------------------------- | ---- | --------------------------------------------------------------------- | ---- | --------------------------------------------------------------------- | ---- |
| K-1 200 m | Ungarn Rita Kőbán                                                      |      | Kanada Caroline Brunet                                                |      | Schweden Anna Olsson                                                  |      |
| K-1 500 m | Ungarn Rita Kőbán                                                      |      | Kanada Caroline Brunet                                                |      | Schweden Susanne Gunnarsson                                           |      |
| K-2 200 m | Kanada Corrina Kennedy Marie-Josée Gibeau                              |      | Schweden Susanne Rosenqvist Susanne Gunnarsson                        |      | Russland Larissa Kossorukowa Olga Tischtschenko                       |      |
| K-2 500 m | Deutschland Ramona Portwich Anett Schuck                               |      | Polen Elżbieta Urbańczyk Isabela Dylewska                             |      | Schweden Susanne Rosenqvist Susanne Gunnarsson                        |      |
| K-4 200 m | Kanada Caroline Brunet Alison Herst Corrina Kennedy Marie-Josée Gibeau |      | Deutschland Birgit Fischer Ramona Portwich Anett Schuck Manuela Mucke |      | Schweden Ingela Eriksson Maria Haglund Susanne Rosenqvist Anna Olsson |      |
| K-4 500 m | Deutschland Ramona Portwich Anett Schuck Manuela Mucke Birgit Fischer  |      | Volksrepublik China Xian Bangdi Gao Beibei Dong Ying Zhang Qin        |      | Ungarn Kinga Czigány Éva Dónusz Rita Kőbán Szilvia Mednyánszky        |      |

## Medaillenspiegel
| Rang   | Nation              | Gold | Silber | Bronze | Gesamt |
| ------ | ------------------- | ---- | ------ | ------ | ------ |
| 1      | Ungarn              | 9    | 4      | 3      | 16     |
| 2      | Deutschland         | 3    | 5      | 6      | 14     |
| 3      | Kanada              | 2    | 2      | —      | 4      |
| 4      | Bulgarien           | 2    | —      | 2      | 4      |
| 5      | Italien             | 2    | —      | —      | 2      |
| 6      | Rumänien            | 1    | 3      | 1      | 5      |
| 7      | Polen               | 1    | 2      | 4      | 7      |
| 8      | Russland            | 1    | 1      | 1      | 3      |
| 9      | Norwegen            | 1    | 1      | —      | 2      |
| 10     | Vereinigte Staaten  | 1    | —      | —      | 1      |
| 10     | Belarus             | 1    | —      | —      | 1      |
| 12     | Tschechien          | —    | 3      | —      | 3      |
| 13     | Schweden            | —    | 1      | 4      | 5      |
| 14     | Australien          | —    | 1      | —      | 1      |
| 14     | Volksrepublik China | —    | 1      | —      | 1      |
| 16     | Frankreich          | —    | —      | 1      | 1      |
| 16     | Ukraine             | —    | —      | 1      | 1      |
| 16     | Spanien             | —    | —      | 1      | 1      |
| Gesamt | Gesamt              | 24   | 24     | 24     | 72     |